# Visore notturno

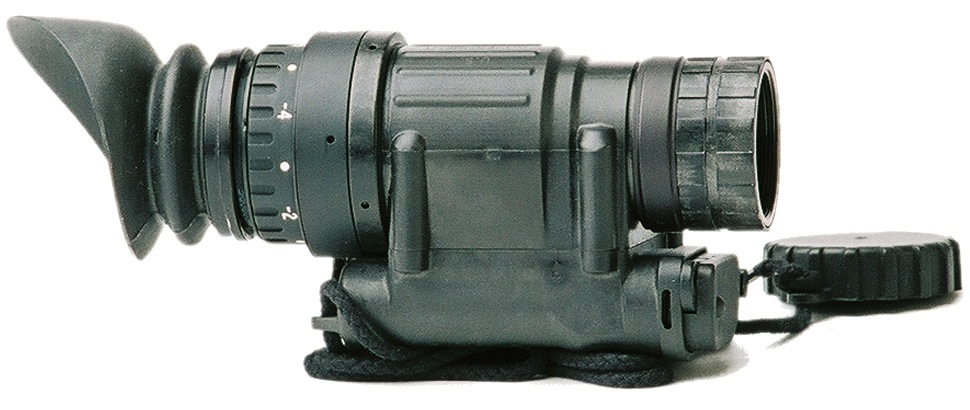
Dispositivo per la visione notturna monoculare modello AN/PVS-14

Un visore notturno è un'apparecchiatura atta a permettere la facile visione anche in ambienti bui o poco illuminati, dove l'occhio nudo non potrebbe operare; sono realizzati sotto forma di telecamere, speciali occhiali, cannocchiali e binocoli. Alcune di queste apparecchiature sono commerciabili e si possono acquistare in negozi specializzati; altre no, in quanto in uso a forze militari e vietate ai civili.
Questi dispositivi, nati per uso militare, trovano oramai applicazione in moltissimi altri campi. Volendone citare alcuni:
- nella sicurezza civile, per l'individuazione di incendi;
- nel soccorso pubblico, per l'individuazione di dispersi;
- nel settore media e documentaristica, per riprese notturne o luoghi bui;
- in medicina come supporto diagnostico non invasivo;
- nelle applicazioni venatorie;
- in ingegneria, nel testing e nella diagnostica dei sistemi;
- nel volo strumentale;
- nella sorveglianza civile e di pubblica sicurezza;
- in mare, come supporto per la navigazione notturna;
- in auto, sui retrovisori TVCC;
- nel tempo libero.

## Storia
I primi apparati di visione notturna compaiono alla fine della seconda guerra mondiale. Questi erano dei sistemi infrarossi attivi, chiamati anche "convertitori ad infrarossi". I dispositivi erano dei tubi a vuoto (es. tipo 6929, 6914) che rendevano visibile la luce infrarossa, ma non l'amplificavano. Pur efficaci, questi strumenti fornivano un campo focale e visivo molto limitato; le dimensioni, i pesi e il consumo energetico li rendevano scomodi e poco pratici. Infine, necessitando di una fonte luminosa ad infrarossi, si rendevano localizzabili dai nemici. Questi apparati vengono detti di “generazione 0”.
Nel dopoguerra si perfezionano le termocamere, e si inizia ad utilizzare sistemi di visione ad infrarosso-passivo. Questi però richiedendo termocamere raffreddate, dunque sistemi grandi, pesanti ed energivori; per cui le applicazioni si limitavano ai veicoli appositamente attrezzati, mentre continuavano ad essere utilizzati (in forma più evoluta) i sistemi infrarossi attivi.
Negli anni settanta giunge a sviluppo la tecnica basata sull'amplificazione delle fonti di luce disponibili di notte: per esempio, l'intensificazione della luce generata dalle stelle e della luce riflessa dalla luna. Questi dispositivi si sono evoluti fino a raggiungere dimensioni, pesi e consumi molto contenuti, adatti ad essere usati come dispositivi portatili personali (tubi da 18 mm di diametro e consumi dell'ordine di 100-500 mW). Oggi sono in commercio cannocchiali, binocoli e occhiali utilizzabili per la visione notturna, alimentati con delle batterie tipo AA.
Nel frattempo, lo sviluppo delle tecnologie a semiconduttori, rendeva disponibile materiale prestante da usare come elemento sensore. Queste progredirono in termini di dimensioni, consumi e sensibilità, fino al punto di poter essere utilizzate proficuamente anche a temperatura ambiente nei sistemi a infrarosso-passivo.
La tecnica dell'intensificazione di luce, unita a quelle delle termocamere all'infrarosso piccole ed efficaci, ha prodotto visualizzatori notturni potenti e pratici, il cui sviluppo prosegue tuttora.
Lo sviluppo futuro della materia è rappresentato dalla "Sensor Fusion", ovvero l'integrazione in un unico apparato di un tubo ad intensificazione di luce con una termocamera. Sarà poi l'operatore a stabilire l'impiego di uno rispetto all'altro, o combinare le due immagini.

## Principi di funzionamento
Oggi, le apparecchiature per la visione notturna sono realizzate sostanzialmente seguendo il principio dell'intensificazione della luce o più corretto ad intensificazione d'immagine. Questo sistema è detto analogico. Sono in fase di sperimentazione tipologie di visione notturna dette digitali, ma ad oggi queste tecnologie sono ancora molto indietro rispetto ai sistemi analogici ad intensificazione di immagine.
Bisognerebbe citare anche la visione termica, diversa dalla visione notturna che permette di visualizzare le emissioni di calore in forma di radiazione infrarossa. La visione termica è utilizzabile anche durante il giorno. 

### Sistemi ad intensificazione di immagine
I dispositivi che lavorano utilizzando questo principio, integrano quello che viene chiamato tubo ad intensificazione di immagine (o amplificatore di luminosità). Quest'ultimo opera rilevando la scarsa luce proveniente dall'ambiente (grazie alla luminosità lunare o delle stelle) e la amplifica elettronicamente, presentando infine l'immagine (a luminosità amplificata) su uno schermo. La visione si presenta così simile a quella che si presenterebbe di giorno. È importante sottolineare che questi dispositivi amplificano la luce preesistente nell'ambiente, per cui, se l'ambiente fosse assolutamente buio, non ci sarebbe nulla da amplificare e non si otterrebbe nessuna immagine.
Alcuni problemi pratici fanno sì che, anche in ambienti eccessivamente bui, l'immagine possa essere irriconoscibile (mancanza di contrasto, immagine puntinata). Un altro problema sentito, su questi dispositivi, fino all'integrazione di un sistema cosiddetto "Autogating" era l'abbagliamento dovuto alle luci che entrano nell'immagine:
- il blooming, la sovraesposizione di una parte dell'immagine per la presenza di una luce relativamente intensa;
- l'halo, una "corona" sovraesposta attorno alle luci (anche puntiformi) presenti nel campo visivo;
- l'effetto cometa, scie luminose che si generano per la permanenza della saturazione dei pixel sovraesposti;
- l'abbagliamento temporaneo di tutto il dispositivo per la comparsa nell'immagine di forti e improvvise luci.

Man mano che la tecnologia si affina questi problemi diventano meno fastidiosi, ma non è possibile eliminarli del tutto.
Per risolvere alcune di queste problematiche e fornire strumenti sempre più efficienti anche in condizioni di luce proibitive è possibile ricorrere alla tecnologia Night Sensor Light Intensifiers una tecnologia innovativa per telecamere night/day che agisce come intensificatore di luce, aumentando in modo specifico le prestazioni delle telecamere in condizioni di scarsa illuminazione. 
Rispetto agli altri sensori, è possibile ottenere risultati concreti sul numero di pixel in risoluzione, i sensori NSI possono ottenere immagini di alta qualità in condizioni di scarsa luminosità, aumentando la sensibilità fino a 2000 mV o più per 1 µm2.

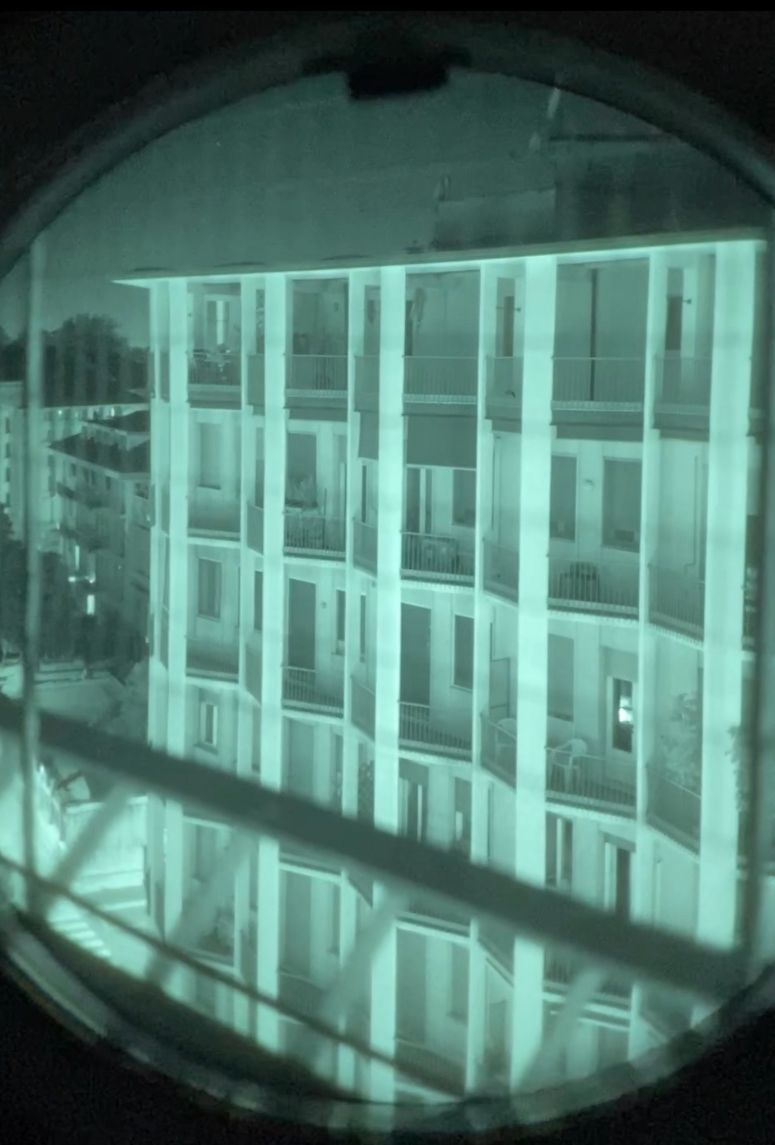
Immagine ripresa attraverso un tubo ad intensificazione d'immagine che utilizza la tecnologia al fosforo bianco

### Funzionamento di un tubo ad intensificazione d'immagine
Un tubo ad intensificazione di immagine è un dispositivo che se alimentato elettronicamente è in grado di amplificare la luce, sia la luce visibile, sia la luce nello spettro dell'infrarosso invisibile ad occhio nudo. Semplificando, il tubo è composto essenzialmente da quattro parti fondamentali: 
- Un fotocatodo che è una superficie progettata per convertire la luce (fotoni) in elettroni utilizzando l'effetto fotoelettrico.
- Una piastra a micro canali, si tratta di un disco di vetro costituito da milioni di micro canali cavi, rivestiti da un sottilissimo strato di un materiale semiconduttore (ogni canale ha il diametro microscopico massimo 12,5 micron); questi di fatto costituiscono i pixel del dispositivo. Quando un elettrone, generato dal fotocatodo, entra in un canale, finisce per urtarne la superficie interna; il risultato è l'emissione di altri elettroni da parte del materiale semiconduttore, i quali sbattendo anch'essi sulle pareti del tubo, moltiplicano gli elettroni con un effetto a cascata.
- Uno schermo al fosforo che trasforma gli elettroni moltiplicati nuovamente in fotoni rendendoli così visibili e restituendo un'immagine intensificata.
- Un dispositivo elettronico che provvede a dare tensione elettrica al tubo. Di forma tubolare contiene tutte le componenti citate in precedenza.

#### Tipi di visualizzazione
- Green Phosphor (fosforo verde): Le immagini appaiono spesso "verdi", questo perché gli schermi di questi dispositivi usano dei fosfori verdi: oggi nessun dispositivo di questo tipo ha la capacità di visualizzare i veri colori di un oggetto per come apparirebbe con la luce naturale.Immagine ripresa attraverso un tubo ad intensificazione d'immagine che utilizza la tecnologia al fosforo verde.

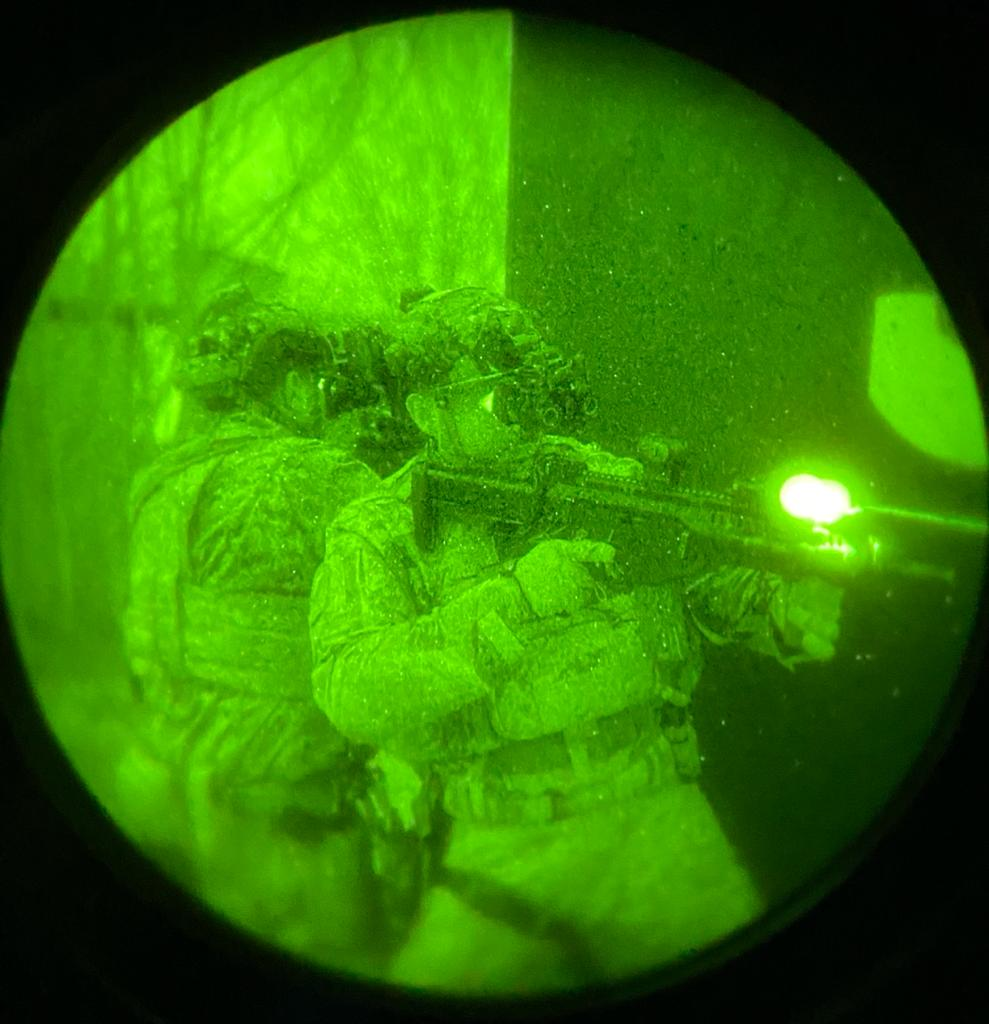
Immagine ripresa attraverso un tubo ad intensificazione d'immagine che utilizza la tecnologia al fosforo verde.

- White Phosphor (fosforo bianco): Negli ultimi anni si è cominciato ad utilizzare fosfori bianchi, che risultano in un'immagine più brillante dal colore azzurro/bianco, la colorazione bianca rende meno faticoso per l'occhio l'utilizzo prolungato della visione notturna e permette all'operatore di percepire meglio le profondità rispetto alla colorazione verde. I tubi al fosforo bianco stanno gradualmente sostituendo i tubi al fosforo verde. Specialmente in campo militare.

### Funzionamento di un visore termico o termocamera
I dispositivi che lavorano utilizzando il secondo principio, integrano una termocamera (o telecamera ad infrarossi). Questa opera rilevando le radiazioni infrarosse che emettono tutti gli oggetti aventi una temperatura differente da quella ambientale. Da ciò è evidente che questi dispositivi non hanno nessun bisogno di luce da una fonte esterna: gli oggetti stessi sono fonte della radiazione che necessita.
Ovviamente l'immagine si presenterà molto diversa da quella a cui siamo normalmente abituati: la termocamera rileverà intensità proporzionali alle temperature superficiali degli oggetti, e gli oggetti più "luminosi" non saranno quelli che normalmente definiremmo "chiari" (quelli che meglio riflettono la luce visibile), ma quelli più caldi.
Anche questi dispositivi hanno problemi pratici che ne limitano l'utilizzo (es. mancanza di risoluzione, accecamento da fonti di calore, scarsa risoluzione di oggetti freddi).
Gli strumenti di visione termica che sfruttano la radiazione infrarossa presentano l'interessante proprietà di essere in grado di "vedere" oggetti altrimenti invisibili:
- i raggi infrarossi riescono ad attraversare meglio barriere che normalmente bloccano la luce visibile, ad esempio si può visualizzare oggetti immersi nella nebbia e nel fumo;
- in un'immagine infrarossa "spiccano" gli oggetti caldi, anche se essi sono mimetizzati o confusi nella vegetazione (come persone, veicoli, fuochi, costruzioni);
- in un'immagine infrarossa "spiccano" anche gli oggetti che per proprietà fisiche riflettono in modo particolare l'infrarosso, ad esempio si può distinguere coltivazioni in buona salute o in cattiva salute;
- infine un oggetto caldo scalda ciò che gli sta nelle vicinanze, lasciando impronta di sé, perfino dopo che è stato rimosso.

Nelle termocamere che sfruttano l'infrarosso emesso direttamente dagli oggetti. L'immagine si presenta a colori, ma i colori non corrispondono a quelli della normale percezione ottica, ma rappresentano aree a temperatura superficiale simile. Gli oggetti sono colorati da una scala di colori che va dal giallo, per i corpi più caldi, e a scalare (arancio, rosso, blu) fino al nero, per i corpi più freddi.

### Sistemi misti
Allo scopo di superare le rispettive limitazioni pratiche di questi dispositivi, recentemente sono stati realizzati sistemi "misti", che cercano di integrare i due principi di funzionamento.
Una via è quello di rendere gli intensificatori di luce sensibili almeno all'infrarosso vicino (NIR), che gli oggetti emettono in una certa quantità, anche in assenza di un proiettore apposito.
Un'altra via è quella di visualizzare su un monitor un'immagine "combinata" proveniente da due dispositivi (un intensificatore e una termocamera), rielaborando in tempo reale le rispettive immagini.

### Differenze tra NightShot e visione notturna
Da qualche anno si è diffusa (in particolare sulle videocamere mono CCD) la tecnologia Nightshot per la ripresa notturna, che non ha nulla a che vedere con la visione notturna.
Il sistema “Nightshot” non fa che eliminare dal CCD la filtratura infrarossa rendendo così sensibile il CCD della telecamera alla luce infrarossa, se a questo aggiungiamo un'accensione automatica di uno o più LED infrarossi (gli stessi utilizzati ad esempio sui telecomandi video), otterremo un'immagine simile a quella della visione notturna.
Questa tecnologia è legata comunque ad un sistema di illuminazione LED che, a seconda della potenza, migliora le prestazioni. Ma se al buio spegnessimo il sistema di illuminazione infrarosso, la telecamera non vedrebbe assolutamente nulla.
La tecnologia della visione notturna lavora su un altro principio, cioè quello di intensificare la luce notturna residua circostante ricreando un'immagine amplificata; in questo modo è possibile penetrare nello spettro della luce oltre i 740 nanometri soglia oltre la quale l'occhio umano non vede che buio.